# Davîdiv, Pustomîtî
Davîdiv (în ucraineană Давидів) este localitatea de reședință a comunei Davîdiv din raionul Pustomîtî, regiunea Liov, Ucraina.

## Demografie
Componența lingvistică a localității Davîdiv
     Ucraineană (99,69%)
     Alte limbi (0,31%)
Conform recensământului din 2001, majoritatea populației localității Davîdiv era vorbitoare de ucraineană (99,69%), existând în minoritate și vorbitori de alte limbi.